# 横浜金沢ハイテクセンター

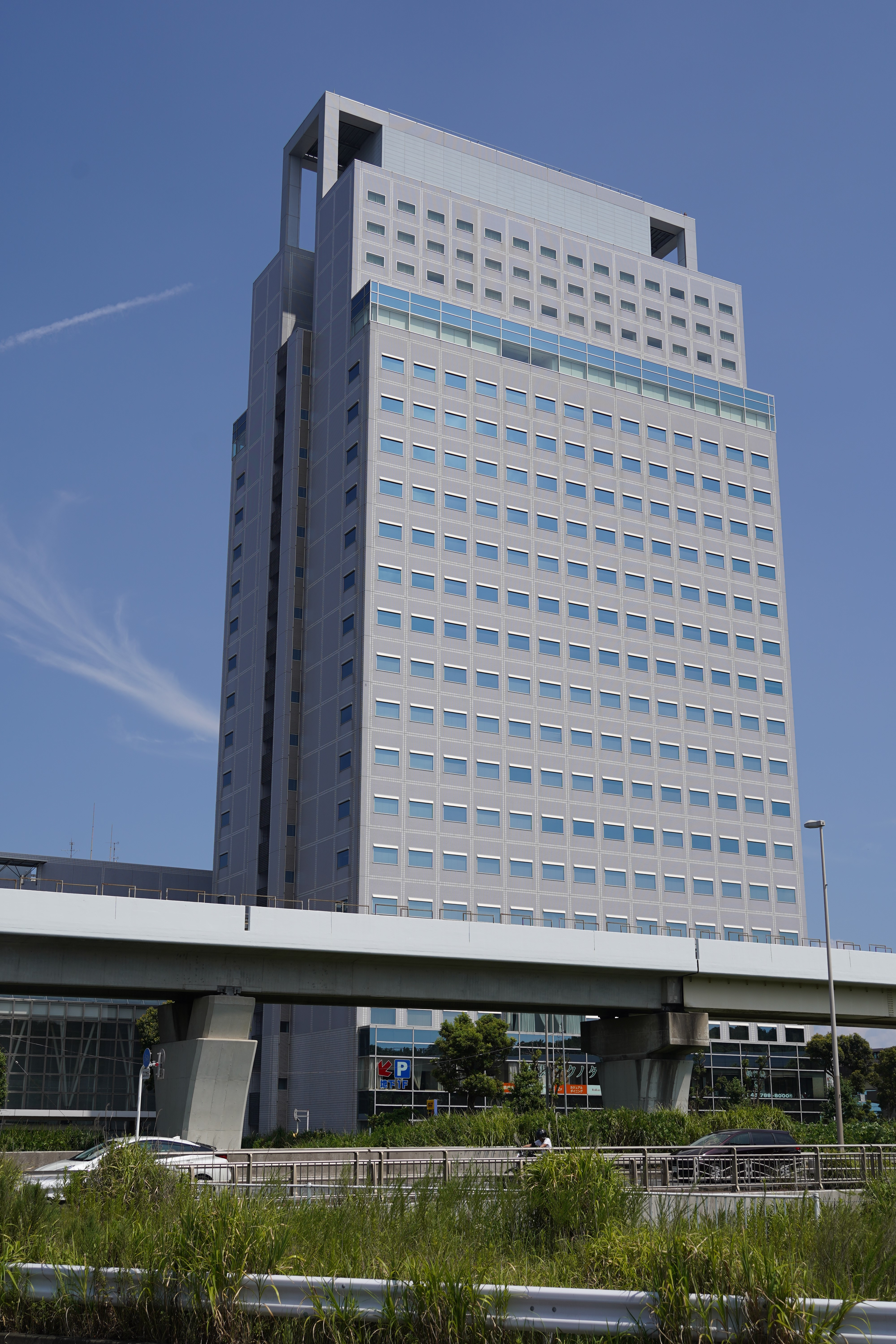
横浜金沢ハイテクセンター

横浜金沢ハイテクセンター（よこはまかなざわハイテクセンター）は、神奈川県横浜市金沢区にある施設。21世紀におけるイノベーションの創造と発信、および新産業の集積をめざし横浜市により創設され、1994年（平成6年）2月にオープンした。需要の減少のため、横浜市は2023年（令和5年）内に売却する方針を決め、2024年（令和6年）に売却先が決定した。

## 構成
テクノタワーが入る一般棟（地上22階、地下1階）と横浜市工業技術支援センターなどが入る公共棟（地上6階、地下1階）からなる。横浜市金沢産業振興センター、金沢工業団地、金沢流通団地が隣接している。
- 開設年月日：1994年（平成6年）2月1日[3]
- 敷地面積：14,891.27m²[3]

### 一般棟
高さ約100メートルの建物で宿泊施設「横浜テクノタワーホテル」と賃貸オフィスが入る。
住友生命保険の研修施設やその他企業のオフィス、R&D対応オフィス、レストラン、コンビニエンスストア等が入居している。

### 公共棟
横浜市工業技術支援センターとテクノコア（横浜企業経営支援財団が運営）が入る。
このうち横浜市工業技術支援センターは市内企業の技術支援機関（公的試験研究機関）で、技術交流や技術指導、製品開発や試験の支援を行ってきた。しかし、保有機器の老朽化や一般化が進み、先端技術等に対応できなくなっており、横浜市工業技術支援センターは2023年（令和5年）度末で廃止する方針である。
テクノコアは、創業期の企業活動支援や企業等の新分野進出支援や、大学との共同研究等の実施を目的とし、R&Dスタートアップラボラトリー、産学共同研究ラボラトリー、研究開発支援ラボラトリー、技術相談室、資料室、展示室、特別会議室、会議室、交流サロン等が設置されている。

## 売却へ
2023年（令和5年）9月13日、横浜市は、オフィス部分の需要が低く、赤字が続く見込みであることから、横浜金沢ハイテクセンター全体を一括して同年度中に売却する意向を明らかにした。
2024年（令和6年）5月16日、横浜市は、ホテル事業などに携わる東京都内の民間企業を売却先に決定した。

## 所在地
〒236-0004 横浜市金沢区福浦一丁目1番地1

## 交通アクセス
- 道路
  - 横浜横須賀道路並木ICから車で2分
  - 首都高速湾岸線幸浦ランプから車で1分
- 鉄道
  - 金沢シーサイドライン産業振興センター駅徒歩1分